# 1660 en musique classique
| \| • Retour à la chronologie générale de la musique classique • \| |
| Grèce • Rome • Haut Moyen Âge • VIIIe siècle • IXe siècle • Xe siècle • XIe siècle XIIe siècle • XIIIe siècle • XIVe siècle • XVe siècle • XVIe siècle • XVIIe siècle XVIIIe siècle • XIXe siècle • XXe siècle • XXIe siècle |
| • Retour à la chronologie générale de la musique classique • |

| Années en musique classique : 1657 - 1658 - 1659 - 1660 - 1661 - 1662 - 1663    |
| Décennies en musique classique : 1630 - 1640 - 1650 - 1660 - 1670 - 1680 - 1690 |

## Événements
- Francesco Cavalli produit à Paris l’opéra Xerse.
- Sébastien Le Camus devient maître de musique de Marie-Thérèse.

## Œuvres
- Cantiones natalitiæ, de Guillielmus Borremans, recueil de chants de Noël publiés à Anvers.
- Fugues et caprices à 4 parties, de François Roberday.
- Weihnachtshistorie, de Heinrich Schütz.

## Naissances

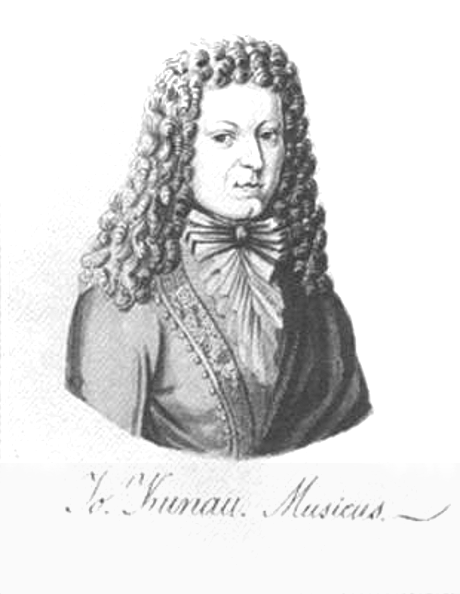
Johann Kuhnau

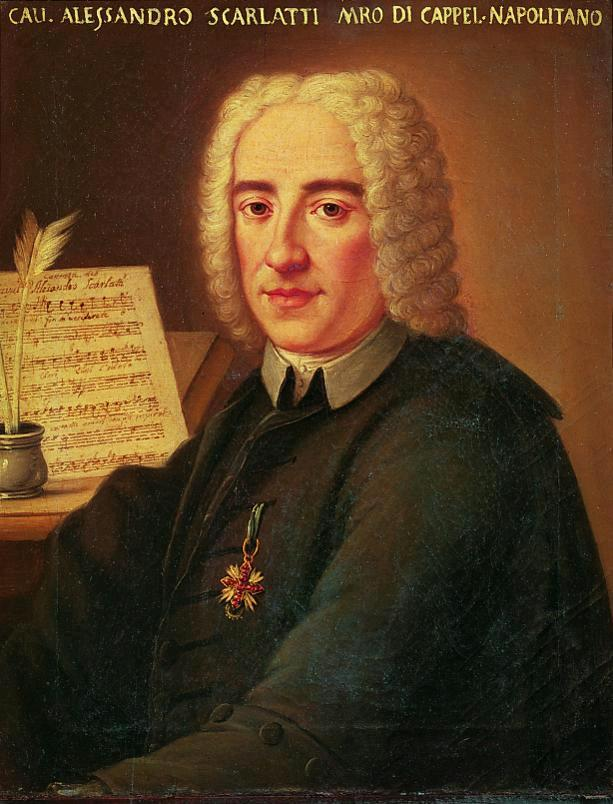
Alessandro Scarlatti

- 13 février : Johann Sigismund Kusser, compositeur allemand († novembre 1727).
- 6 avril : Johann Kuhnau, compositeur, organiste, Thomaskantor allemand († 5 juin 1722).
- 19 avril : Sebastián Durón, compositeur et organiste espagnol († 3 août 1716).
- 2 mai : Alessandro Scarlatti, compositeur italien († 24 octobre 1725).
- baptisé le 3 juin : Johannes Schenck, compositeur néerlandais († après 1712).
- 31 octobre : François de Paule Bretonneau, prédicateur, librettiste et dramaturge néo-latin d’opéras français († 22 mai 1741).
- 3 décembre : André Campra, compositeur français († 29 juin 1744).

Date indéterminée :
- Raoul Feuillet, danseur et chorégraphe français († 14 juin 1710).
- Johann Joseph Fux, compositeur autrichien († 13 février 1741).
- Mathieu Lanes, claveciniste, organiste et compositeur français († 1725).
- Gaspard Le Roux, compositeur, claveciniste et organiste français († au plus tard en juin 1707).
- François Raguenet, historien, biographe et théoricien de la musique français († 1722).
- Christian Friedrich Witt, compositeur, éditeur de musique et professeur allemand († 13 avril 1716).

Vers 1660 :
- Henrico Albicastro, compositeur allemand († 1730).
- Rosa Giacinta Badalla, compositrice italienne († vers 1710).
- Pierre Naust, facteur d'instruments de musique de la famille des bois installé à Paris († 1709).
- Giulio Taglietti, compositeur et violoniste italien († 1718).

## Décès
Date indéterminée :
- Paul Auget, compositeur français (° vers 1592).

Après 1660 :
- Joannes Loisel, chanoine régulier, maître de chant et compositeur des Pays-Bas espagnols (° 1607).